# Старији водник
Старији водник је у Војсци Србије други подофицирски чин за дужности командира одељења и одговарајуће почетне дужности у службама. У чин старијег водника може бити унапређен водник када, поред осталих услова, проведе у чину најмање 4 године и заврши одговарајуће специјалистичке курсеве. Осим у Копненој војсци и Ваздухопловству и противваздушној одбрани користи се и у Речној флотили Војске Србије.
У већини армија света одговарајући чинови старијем воднику и осталим српским подофицирским чиновима јесу разни облици чина наредника и сл. 
Као највиши подофицирски чин на просторима бивше Југославије појавио се 1. маја 1943. године у НОВ и ПОЈ. Од 1964. године има данашњи статус, прво у Југословенској народној армији, а касније и у Војсци Југославије и Војсци Србије и Црне Горе.

## Галерија
- Старији водник
НОВЈ и ЈА
(1943—1947)
- Старији водник
ЈА
(1943—1947)
- Старији водник
ЈНА
(1951—1982)
- Старији водник
ЈНА, ВЈ и ВСЦГ
(1982—2006)
- Старији водник
Народне милиције ФНРЈ
(1946—1953)
- Старији водник
полиције Србије
(1992—2002)